# Tour der schottischen Rugby-Union-Nationalmannschaft nach Nordamerika 1991
| Tour der Schotten nach Nordamerika 1991 | Tour der Schotten nach Nordamerika 1991 | Tour der Schotten nach Nordamerika 1991 | Tour der Schotten nach Nordamerika 1991 | Tour der Schotten nach Nordamerika 1991 |
| Übersicht                               | S                                       | G                                       | U                                       | N                                       |
| --------------------------------------- | --------------------------------------- | --------------------------------------- | --------------------------------------- | --------------------------------------- |
| Sonstige Spiele                         | 6                                       | 5                                       | 0                                       | 1                                       |
| Gesamt                                  | 6                                       | 5                                       | 0                                       | 1                                       |

Die Tour der schottischen Rugby-Union-Nationalmannschaft nach Nordamerika 1991 umfasste eine Reihe von Freundschaftsspielen der schottischen Rugby-Union-Nationalmannschaft. Sie reiste im Mai 1991 durch Kanada und die Vereinigten Staaten, wobei sie während dieser Zeit sechs Spiele bestritt. Darunter waren zwei nicht als Test Matches zählende Länderspiele gegen die Nationalmannschaften dieser Länder, wobei jenes gegen Kanada verloren ging. Hinzu kamen vier weitere Spiele gegen regionale Auswahlteams, die alle mit schottischen Siegen endeten.

## Spielplan
- Hintergrundfarbe grün = Sieg
- Hintergrundfarbe rot = Niederlage

(Test Matches sind grau unterlegt; Ergebnisse aus der Sicht Schottlands)
| # | Datum        | Gegner             | Ort        | Stadion              | Ergebnis |
| - | ------------ | ------------------ | ---------- | -------------------- | -------- |
| 1 | 08. Mai 1991 | British Columbia   | Vancouver  |                      | 29:9     |
| 2 | 11. Mai 1991 | Alberta            |            |                      | 76:7     |
| 3 | 15. Mai 1991 | USA East           |            |                      | 24:12    |
| 4 | 18. Mai 1991 | Vereinigte Staaten | Hartford   | Dillon Stadium       | 41:12    |
| 5 | 22. Mai 1991 | Ontario            |            |                      | 43:3     |
| 6 | 25. Mai 1991 | Kanada             | Saint John | Canada Games Stadium | 19:24    |

## Länderspiele
(nicht als Test Matches zählend)
| 18. Mai 1991 | Vereinigte Staaten       | 12 : 41         | Schottland                                                                          | Dillon Stadium, Hartford Schiedsrichter: George Gadjovich (Kanada) |
| 18. Mai 1991 | Straftritte: de Jong (4) | (12:15) Bericht | Versuche: MacDonald Reid (2) Stanger (2) Erhöhungen: Dods (3) Straftritte: Dods (5) | Dillon Stadium, Hartford Schiedsrichter: George Gadjovich (Kanada) |

| 25. Mai 1991 | Kanada                 | 24 : 19       | Schottland                                                    | Canada Games Stadium, Saint John Schiedsrichter: Steve Griffiths (England) |
| 25. Mai 1991 | Straftritte: Wyatt (8) | (6:6) Bericht | Versuche: Reid Stanger Erhöhungen: Dods Straftritte: Dods (3) | Canada Games Stadium, Saint John Schiedsrichter: Steve Griffiths (England) |